# Drescheria
Drescheria là một chi bọ cánh cứng trong họ Chrysomelidae.
Chi này được miêu tả khoa học năm 1922 bởi Weise.

## Các loài
Chi này gồm các loài:
- Drescheria reinecki (Weise, 1922)